# Andriej Argunow
Andriej Aleksandrowicz Argunow (ros. Андрей Александрович Аргунов, ur. 19 października 1866 w Jenisejsku, zm. 7 listopada 1939 w Pradze) – rosyjski polityk, rewolucjonista.

## Życiorys
Pochodził z rodziny szlacheckiej. Studiował na Wydziale Prawnym Uniwersytetu Moskiewskiego, z którego w 1890 został usunięty za udział w wystąpieniach studenckich, 1893 zorganizował kółko Ziemli i Woli, 1894-1896 organizował w Saratowie Związek Socjalistów-Rewolucjonistów - pierwszy związek eserowski. Był jednym z organizatorów i liderów partii eserowców, redaktorem gazety "Rewolucyjna Rosja". W 1901 został skazany na 8-letnie zesłanie do Syberii Wschodniej, skąd w 1905 zbiegł, po czym został dokooptowany w skład KC Partii Socjalistów-Rewolucjonistów, był delegatem na III i IV Zjazdy partii. Reprezentował prawe skrzydło partii eserowskiej. Łącznie był 18 razy aresztowany, 1909-1914 był członkiem Zagranicznej Delegacji KC Partii Socjalistów-Rewolucjonistów jako emigrant polityczny, brał udział w wydawaniu pisma "Prizyw". Po rewolucji lutowej 1917 wrócił do Rosji, został jednym z redaktorów gazety "Wola naroda" i kandydatem eserowców do Zgromadzenia Ustawodawczego. 2 stycznia 1918 za aktywną walkę z bolszewikami został aresztowany i niedługo potem zwolniony, wstąpił do Związku Odrodzenia Rosji, wszedł w skład Dyrektoriatu Ufijskiego i Komucza. 18 listopada 1918 został aresztowany przez monarchistów wraz z innymi członkami Dyrektoriatu, dwa dni później został wysłany za granicę, w 1919 wydał w Paryżu książkę "Między dwoma bolszewizmami". W 1920 na rok wrócił do Rosji, pracował w gazecie "Utro Juga" i w banku, w 1921 wyemigrował do Czechosłowacji, gdzie wraz z Siergiejem Masłowem założył organizację Chłopska Rosja - Robotnicza Partia Chłopska.